# Новопокровка (Кировоградская область)
Новопокро́вка (укр. Новопокровка) — село в Дмитровской сельской общине Кропивницкого района Кировоградской области Украины.
До 2020 года входило в Знаменский район
Население по переписи 2001 года составляло 76 человек. Почтовый индекс — 27427. Телефонный код — 5233. Занимает площадь 0,546 км². Код КОАТУУ — 3522283702.